# Red Devil (Alaska)
Red Devil (englisch für „roter Teufel“) ist ein Ort und ein census-designated place (CDP) in der Bethel Census Area in Alaska in den Vereinigten Staaten. Das U.S. Census Bureau hatte bei der Volkszählung 2020 eine Einwohnerzahl von 22 ermittelt.

## Geographie
Red Devil befindet sich im zentralen Südwesten von Alaska am linken Flussufer des Kuskokwim River. Der Mittellauf des Kuskokwim River durchschneidet auf diesem Abschnitt die Kuskokwim Mountains. Der etwa 66 m hoch gelegene Ort befindet sich 260 km ostnordöstlich vom Verwaltungszentrum Bethel sowie 400 km westnordwestlich von Anchorage. Flussabwärts am Kuskokwim River befindet 42 km westnordwestlich Crooked Creek. Flussaufwärts befindet sich 12,5 km südöstlich Sleetmute.
Red Devil verfügt über einen Flugplatz. 2,8 km flussaufwärts befindet sich die „Red Devil Mine“ an der Mündung des Bachs „Red Devil Creek“. 7 km südsüdwestlich von Red Devil erhebt sich der 757 m hohe Barometer Mountain.

## Geschichte
Der Ort wurde nach der „Red Devil Mine“ benannt. Diese wurde 1921 von Hans Halverson errichtet, nachdem Quecksilber in dem Gebiet gefunden wurde. Um das Jahr 1933 wurden beträchtliche Mengen an Quecksilber gefördert. Die Mine war noch bis 1971 in Betrieb. Während dieser Zeit wurden 1200 Tonnen Quecksilber abgebaut. Ein Postamt eröffnete in Red Devil im Jahr 1957, eine staatliche Schule 1958. Red Devil hat eine gemischte indigene Bevölkerung bestehend aus Yupik-Eskimos und Tanaina-Athabasken. Seit 1980 ist Red Devil ein census-designated place. Die Gemeinde lebt von Subsistenzwirtschaft. Der Verkauf von Alkohol ist verboten, jedoch nicht die Einfuhr und der Besitz.

## Demografie
Zum Zeitpunkt der Volkszählung im Jahre 2020 (U.S. Census 2020) hatte Red Devil 22 Einwohner auf einer Landfläche von 65,08 km². Von den Einwohnern waren 2 Weiße sowie 16 amerikanisch-indianischer Abstammung.
Beim Zensus im Jahr 2000 wurden 48 Einwohner gezählt, 2010 waren es 23.